# Roezliella lehmanniana
Roezliella lehmanniana là một loài thực vật có hoa trong họ Lan. Loài này được (Kraenzl.) Schltr. miêu tả khoa học đầu tiên năm 1918.